# Sotèric
Sotèric, en llatí Sotericus, en grec antic Σωτήριχος, fou un poeta èpic grec conegut com a Sotèric de l'Oasi. Va viure en temps de Dioclecià.
Suides menciona com a obres seves:
- Encomi de Dioclecià
- Βασσαρικὰ ἤτοι Διονυσιακά (poema en 4 llibres)
- τὰ κατὰ Πάνθειαν τὴν Βαβυλωνίαν
- τὰ κατὰ Ἀριάδνην
- Vida d'Apol·loni de Tíana
- Conquesta de Tebes per Alexandre el Gran (poema), Πύθων ἢ Ἀλεξανδριακόν.
- Un escoli sobre Licòfron reprodueix un passatge d'una obra seva titulada Καλυδωνιακά.[1]